# Partie commande
Pour les articles homonymes, voir Partie et Commande.

Parties fonctionnelles d'une machine.

La partie commande d'un automatisme est le sous-ensemble qui effectue les opérations de calcul et transmet les ordres à la partie opérative.
Elle est généralement composée de microcontrôleurs et microprocesseurs.
Plus simple : la partie commande reçoit les informations de la partie opérative, les traite et les renvoie.
- Exemple : les microprocesseurs regroupent la partie commande d'un lave-linge ou d'un ordinateur.